# Vicq-sur-Nahon
Vicq-sur-Nahon is een gemeente in het Franse departement Indre (regio Centre-Val de Loire) en telt 778 inwoners (1999). De plaats maakt deel uit van het arrondissement Châteauroux.

## Geografie
De oppervlakte van Vicq-sur-Nahon bedraagt 47,6 km², de bevolkingsdichtheid is 16,3 inwoners per km².
De onderstaande kaart toont de ligging van Vicq-sur-Nahon met de belangrijkste infrastructuur en aangrenzende gemeenten.

## Demografie
Onderstaande figuur toont het verloop van het inwonertal (bron: INSEE-tellingen).

## Externe links

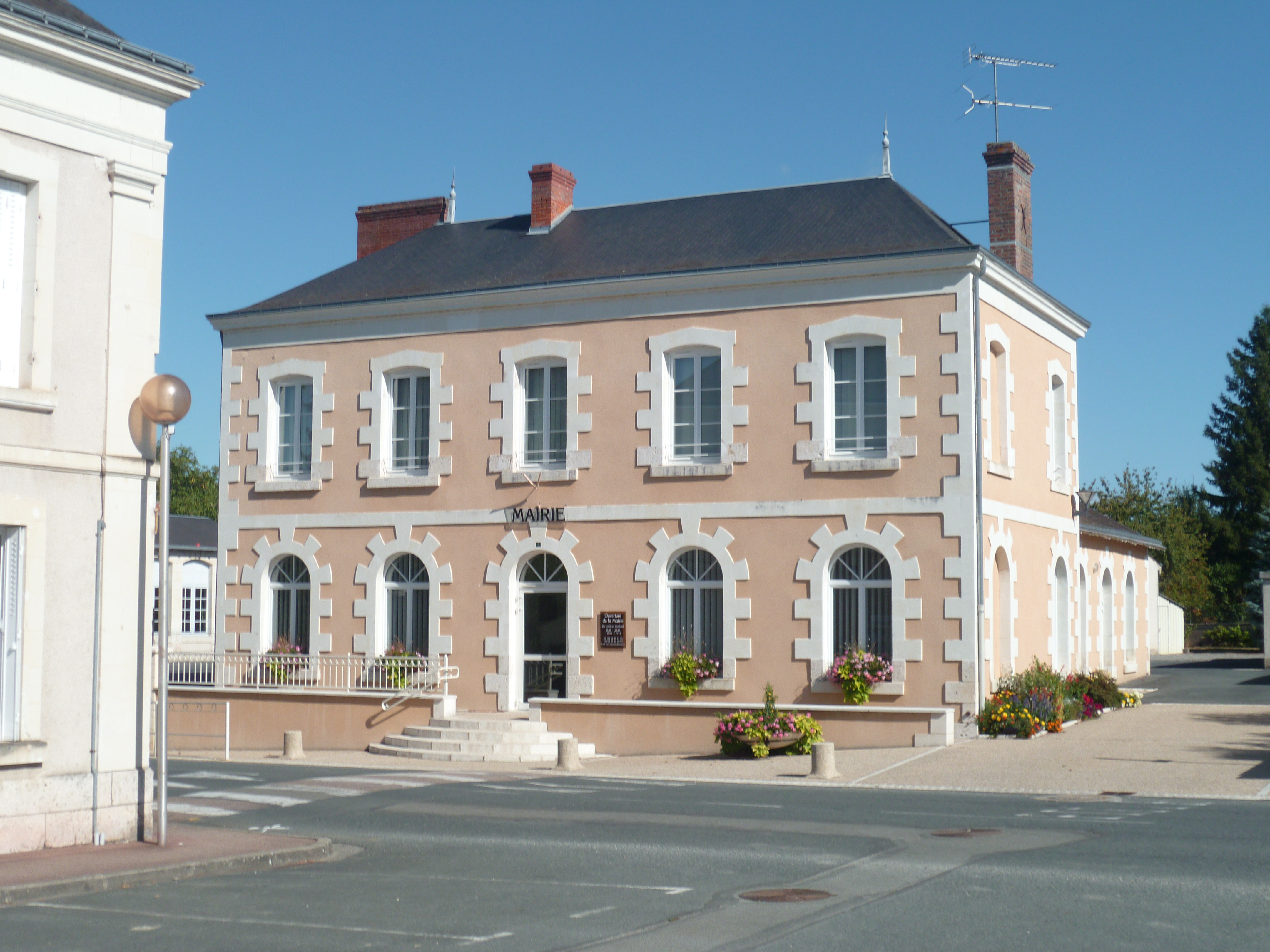
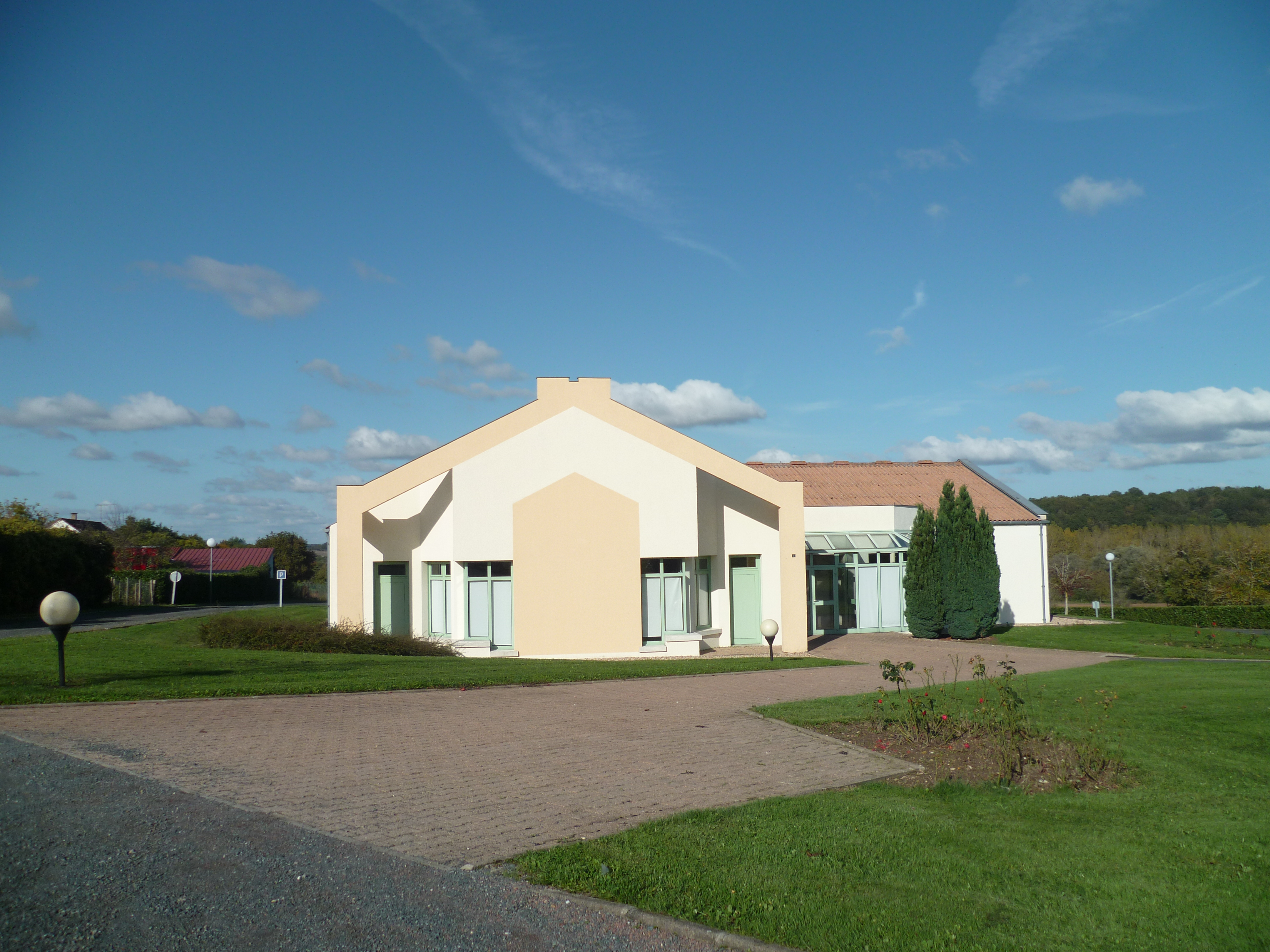
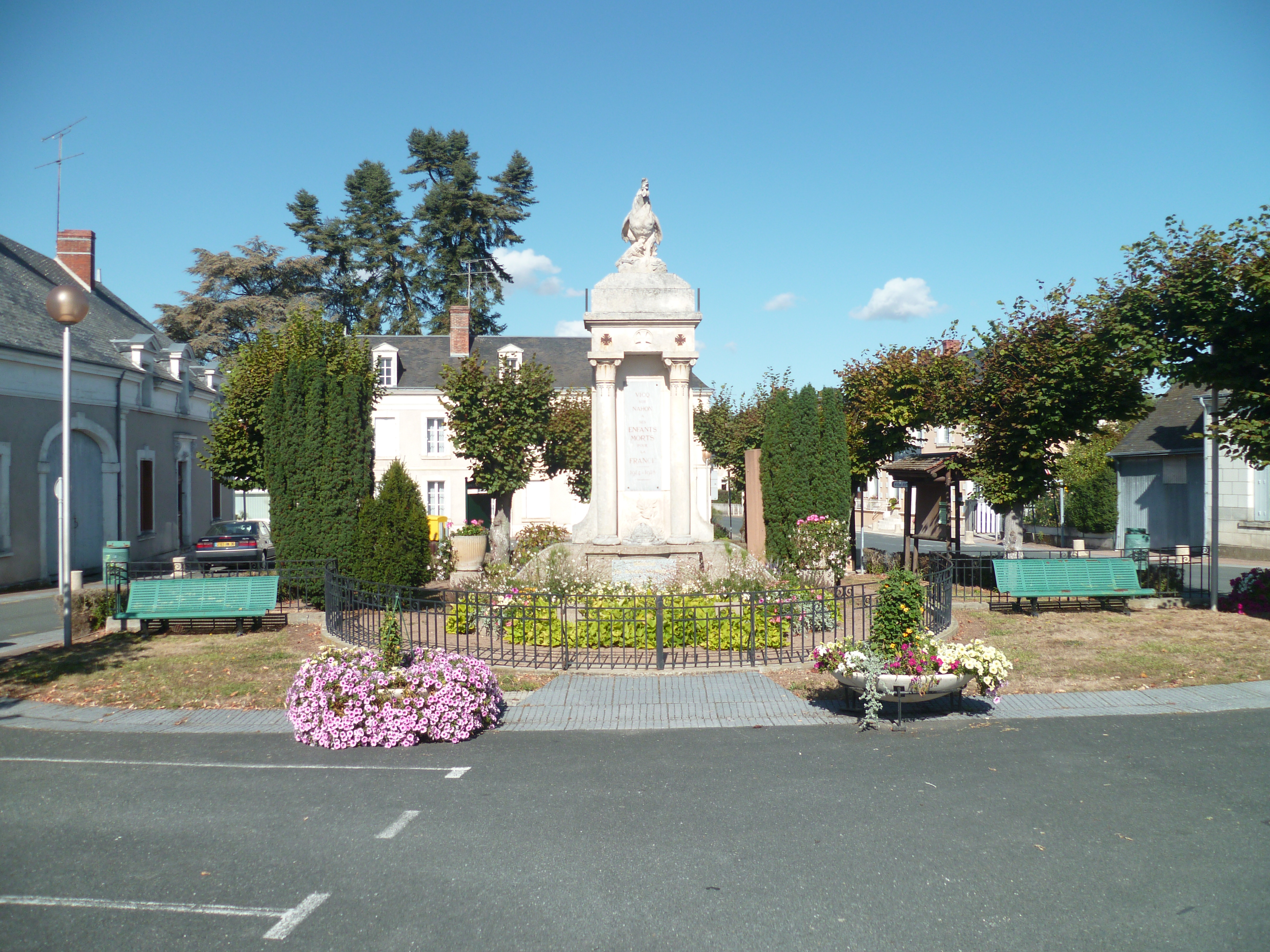
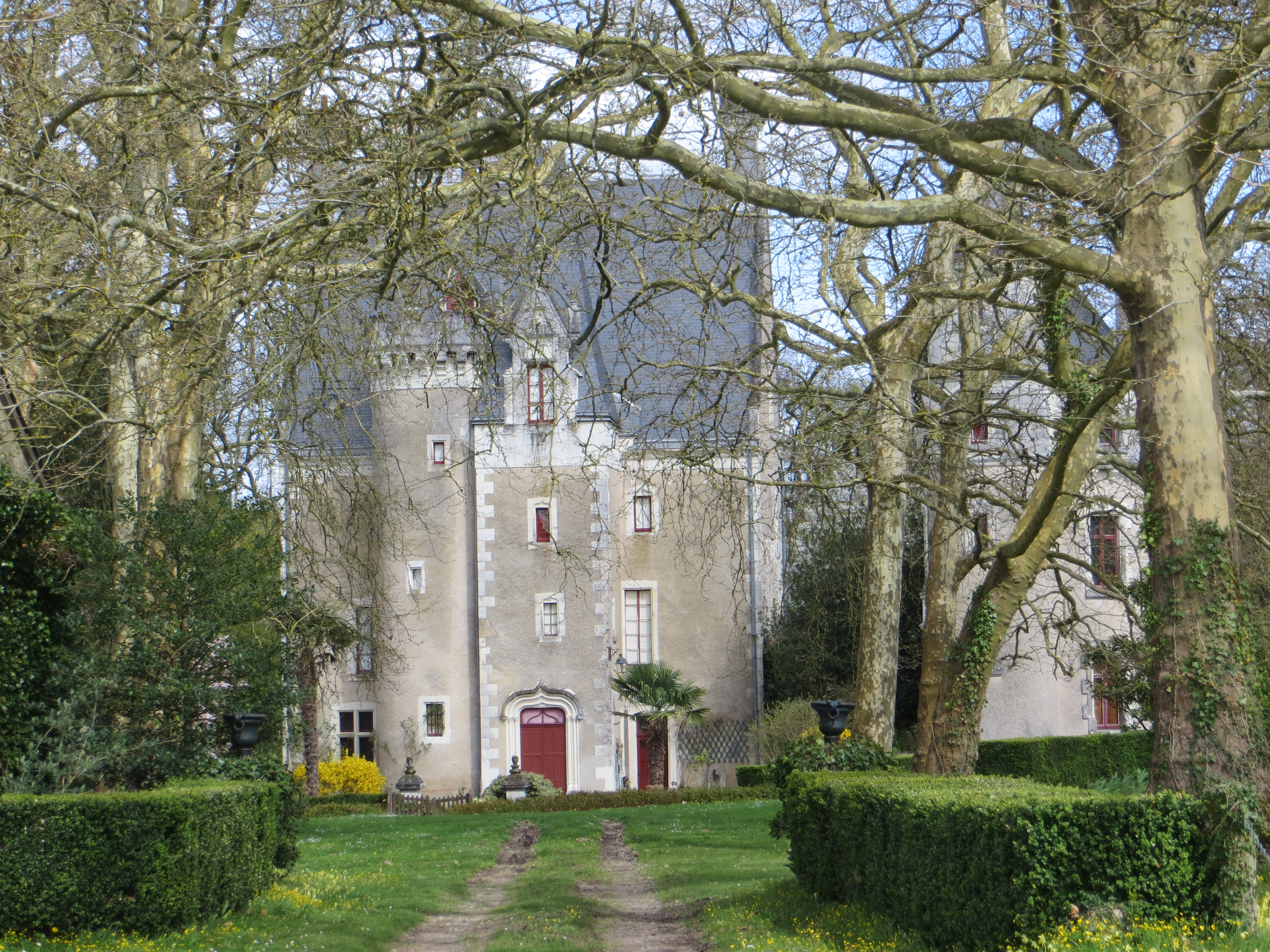
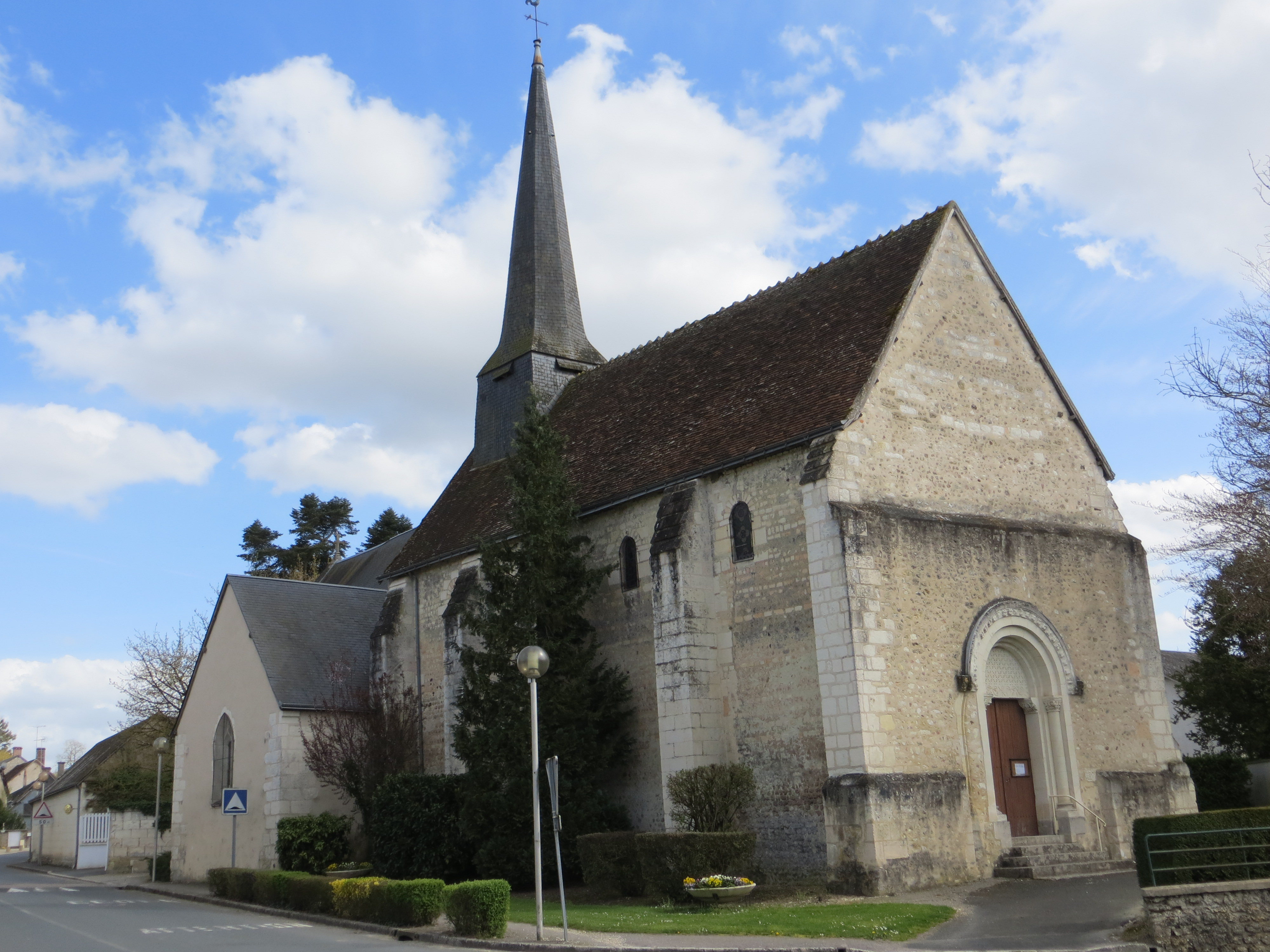